# Danh sách phố ma tại Michigan
Đây là danh sách chưa hoàn chỉnh các phố ma tại tiểu bang Michigan của Hoa Kỳ.
- Antrim City
- Aral[1]
- Atkinson[2]
- Atlantic Mine[3]
- Baltic[4]
- Berringer Corners
- Berryville
- Bertrand[5]
- Big Rock
- Bingham
- Bolton[6]
- Bond's Mill
- Branch (trong Quận Branch)
- Brookside[7]
- Butternut[8]
- Caspian[9]
- Calvin Center
- Cambridge Junction
- Central[10]
- Chestonia
- Cleon
- Clifton, cũng còn được biết với cái tên Cliff[11]
- Colonville
- Copper Falls Mine[12]
- Crawfords Quarry
- Crescent
- Crofton
- Damon
- Deward
- Dighton
- Eckford
- Emerson
- Eschol
- Essex
- Falmouth
- Fayette
- Federman
- Fiborn Quarry
- Fish Lake
- Fleming
- Frederick
- Gay
- Geels
- Geloster
- Gibbs City
- Grafton
- Goo
- Hallock
- Harlan
- Harietta
- Havre
- Henry
- Herron
- Isadore
- Jacktown
- Jennings
- Kensington
- Leer
- Lupton
- Mabel
- Mandan, Quận Keweenaw
- Manseau
- Mansfield
- Marlborough
- Mentha
- Meredith
- Metz
- Milton
- Mitchell
- Mottville
- Nessen City
- Nicholsville
- Nonesuch Mine
- North Unity
- Onominee
- Park Lake
- Peacock
- Pennock
- Pere Cheney
- Pinnebog
- Pinnepog
- Podunk
- Pokagon
- Port Sheldon
- Potts (McKinley)
- Print (Griner Station)
- Quinn
- Rattle Run
- Remus
- Robinson
- Sharon
- Shavehead
- Shelldrake
- Shiawassee Town
- Sigma
- Singapore
- South Assyria
- South Boardman
- Springvale
- Stittsville
- Stover
- Stratford
- Superior
- Temple
- Tunk
- Union
- Vermilion
- Volinia
- Watervale
- Wekwagamaw
- Wetzell
- Whiskey Creek
- Whitefish Point
- Wilson
- Winn

Một số làng không người của người da đỏ cũng hiện diện khắp Bán đảo Lower.